# Deserto di Sonora
Il deserto di Sonora, chiamato anche deserto di Gila (in riferimento al fiume Gila) è un'ecoregione desertica dell'ecozona neartica (codice WWF: NA1310), situata sulla parte nordoccidentale del confine tra Stati Uniti d'America e Messico.

## Territorio
È uno dei deserti più estesi e più caldi del Nord America, con un'area di circa 311.000 km², che comprende parti degli Stati dell'Arizona, della California e degli stati messicani di Sonora, Baja California e Baja California Sur.

## Ambiente

### Flora

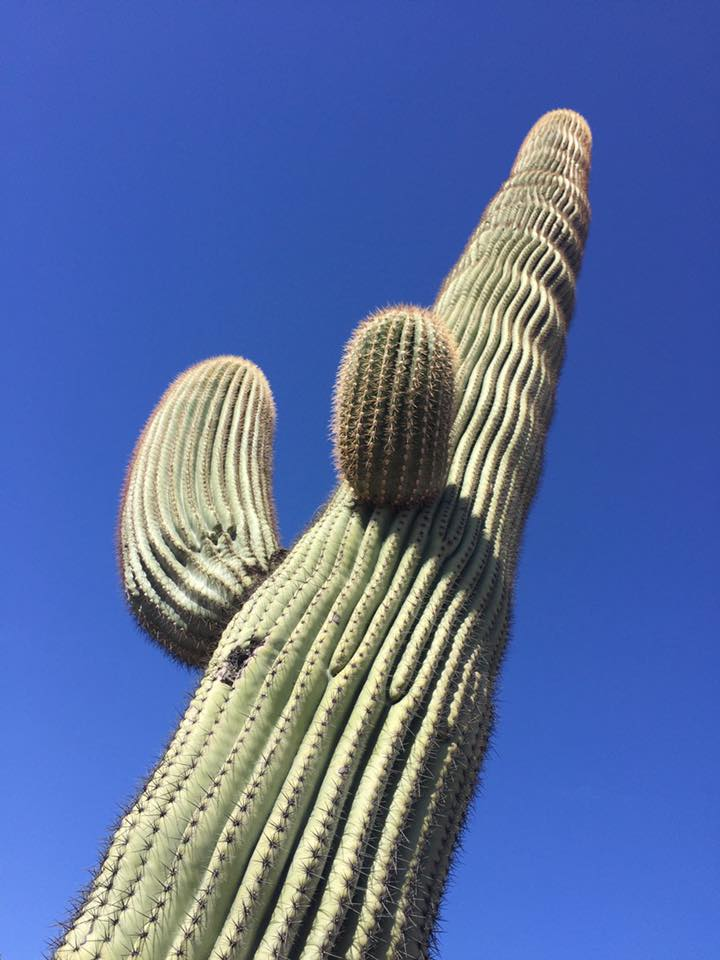
Il saguaro (Carnegiea gigantea) è senza dubbio la specie più tipica del deserto di Sonora

Il deserto ospita una varietà di piante dotate di notevolissima resistenza al calore ed alla siccità, oltre che alle escursioni termiche.
Il saguaro (Carnegiea gigantea) è senza dubbio la specie più tipica del deserto di Sonora, ma è solo una delle molteplici cactacee che vivono in questa ecoregione; altre specie che meritano di essere citate sono il cactus jumping cholla (Cylindropuntia fulgida), il cactus a canne d'organo (Stenocereus thurberi), il cactus silver dollar (Opuntia chlorotica).
Un'altra pianta degna di nota è l'ocotillo (Fouquieria splendens), un arbusto dall'aspetto rinsecchito nei mesi più secchi, ma che alle prime piogge si ricopre di piccole foglie ovali, producendo infiorescenze coniche di colore rosso scarlatto, che attraggono colibri e altre specie nettarivore.
Le aree di pianura di bassa quota sono dominate da dense comunità di cespugli di creosoto (Larrea divaricata), hierba gobernadora (Larrea tridentata) e hierba de burro (Ambrosia dumosa), mentre sui pendii crescono specie arbustive come il palo verde (Cercidium sonorae, Cercidium microphyllum) e il palo fierro (Olneya tesota), specie pioniere che migliorano il terreno stimolando la biodiversità.

### Fauna

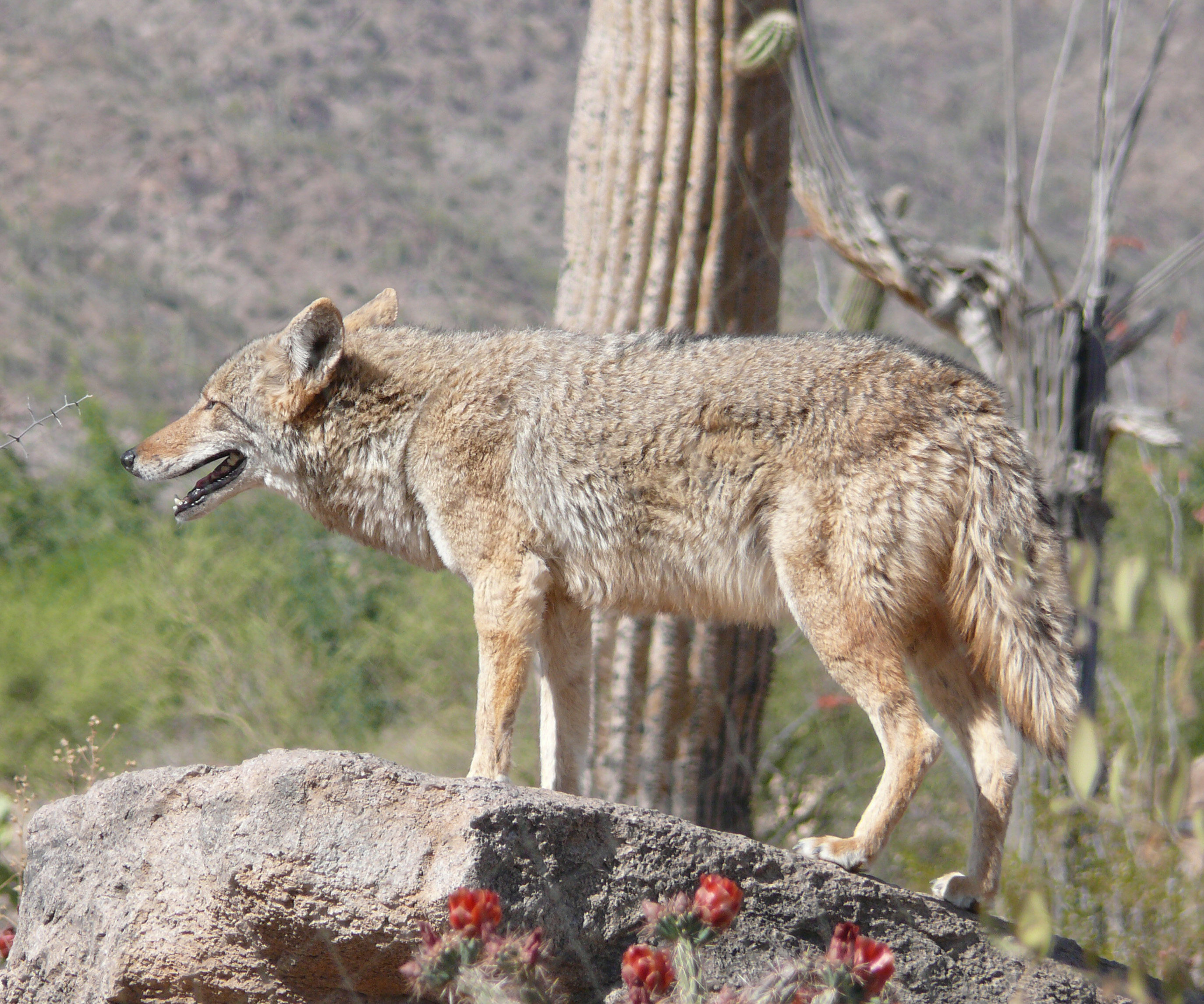
Coyote nel deserto.

Tra i mammiferi presenti nell'ecoregione si possono citare l'antilocapra del Sonora (Antilocapra americana sonoriensis), il bighorn del deserto (Ovis canadensis nelsoni), l'endemico roditore Chaetodipus baileyi, il pipistrello fillostomide Macrotus californicus, nonché predatori come il puma (Puma concolor) e il coyote (Canis latrans) e prede come la lepre californiana (Lepus californicus) e lo scoiattolo terricolo Spermophilus tereticaudus.
Per la ricchezza della sua avifauna il deserto di Sonora è classificato come Important Bird Area. Nell'area sono state censite, nelle varie stagioni, oltre 200 specie di uccelli, la più nota delle quali è probabilmente il corridore della strada (Geococcyx californianus), noto per la sua abitudine di spostarsi a terra molto velocemente.
Tra le specie che meritano una menzione vi sono anche il colibrì di Costa (Calypte costae), il passero di Brewer (Spizella breweri), il passero della salvia (Artemisiospiza belli), il mimo di Le Conte (Toxostoma lecontei), il mimo di Bendire (Toxostoma bendirei), il picchio dorato (Colaptes chrysoides), il picchio di Gila (Melanerpes uropygualis), il touì di Abert (Melozone aberti), l'averla stolida (Lanius ludovicianus), il mimo della salvia (Oreoscoptes montanus), lo scricciolo dei cactus (Campylorhynchus brunneicapillus), lo zanzariere codanera (Polioptila melanura), la fainopepla nera (Phainopepla nitens) e gli endemici passero alirossicce (Peucaea carpalis) e passero dalle cinque strie (Amphispiza quinquestriata).
Il deserto è caratterizzato da una notevole varietà di rettili, tra cui diverse specie di serpenti a sonagli, il mostro di Gila (Heloderma suspectum) e la tartaruga del deserto (Gopherus agassizii). Altre specie presenti sono la lucertola verde spinosa (Sceloporus malachiticus) e la lucertola cornuta del Texas (Phrynosoma cornutum).

## Conservazione
La preoccupazione destata dall'espansione urbanistica delle città di Phoenix e di Tucson verso il deserto ha fatto sì che il 17 gennaio 2001, una porzione di 2.008 km² di deserto venisse dichiarata Monumento nazionale. L'area interessata comprende anche due parchi naturali protetti: il Joshua Tree National Park ed il Saguaro National Park.

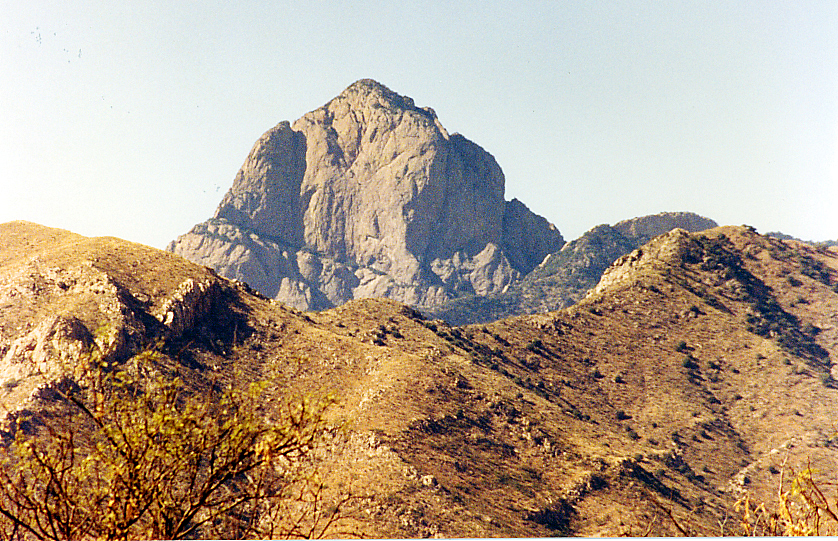
Baboquívari, monte sacro del popolo Tohono O'odham, in Arizona.
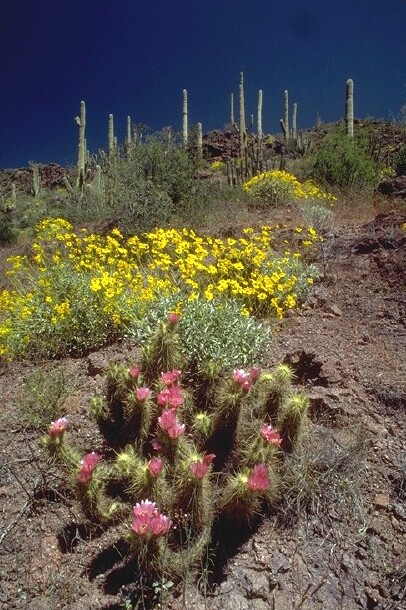
Flora del deserto, in Arizona.
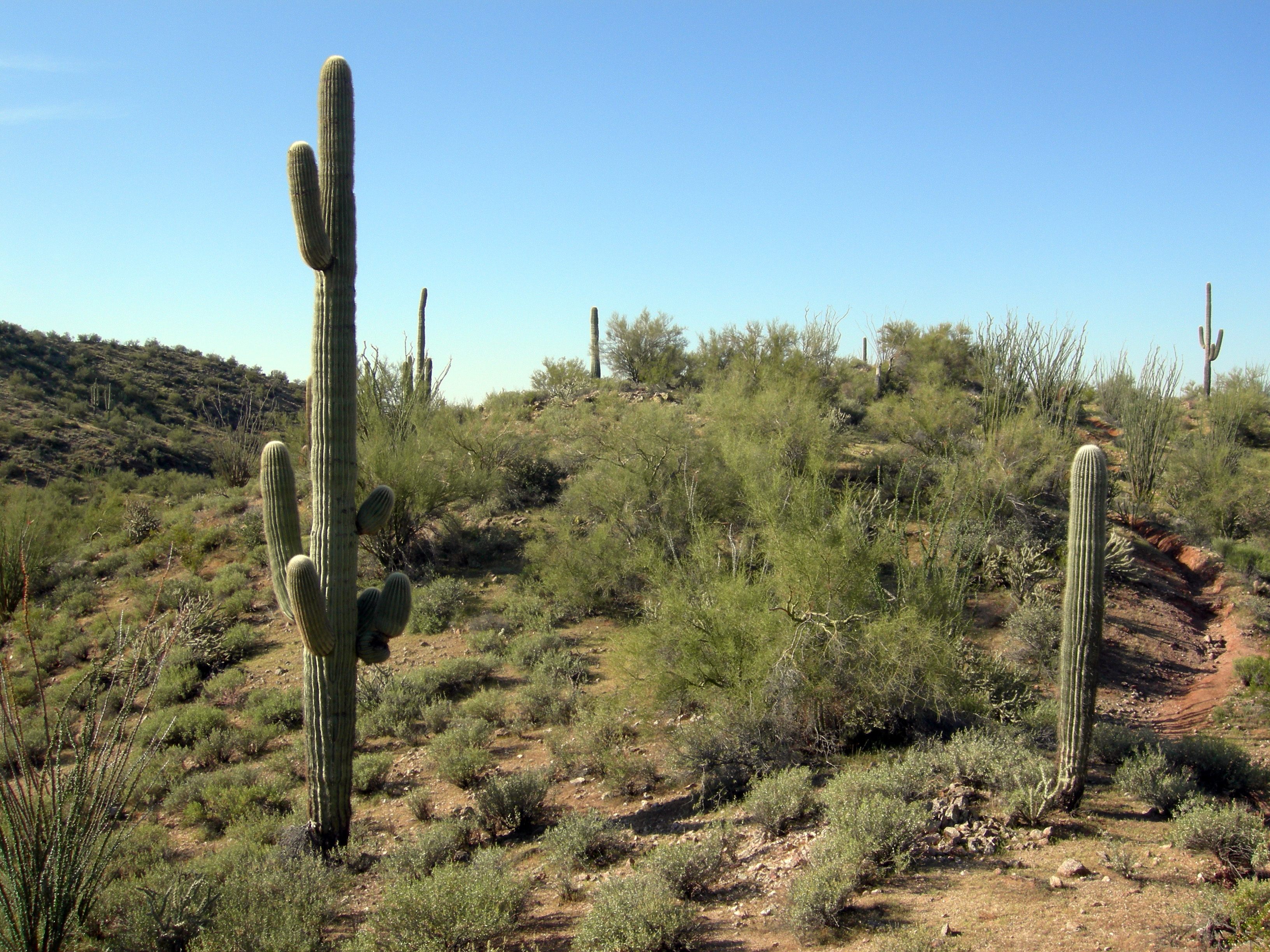
Il deserto nei pressi di Wickenburg, in Arizona.
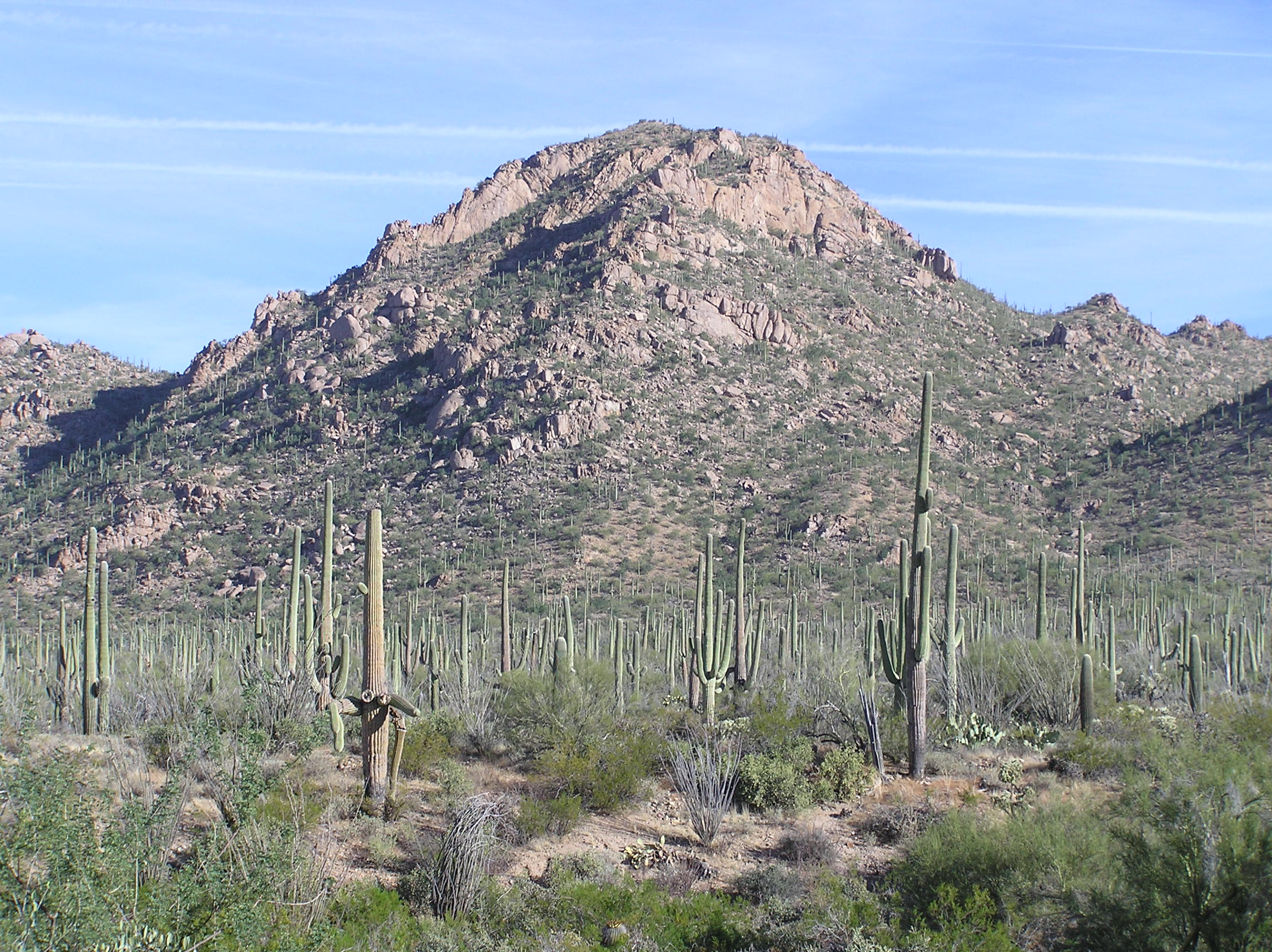
Il Parco nazionale dei Saguaro, in Arizona.
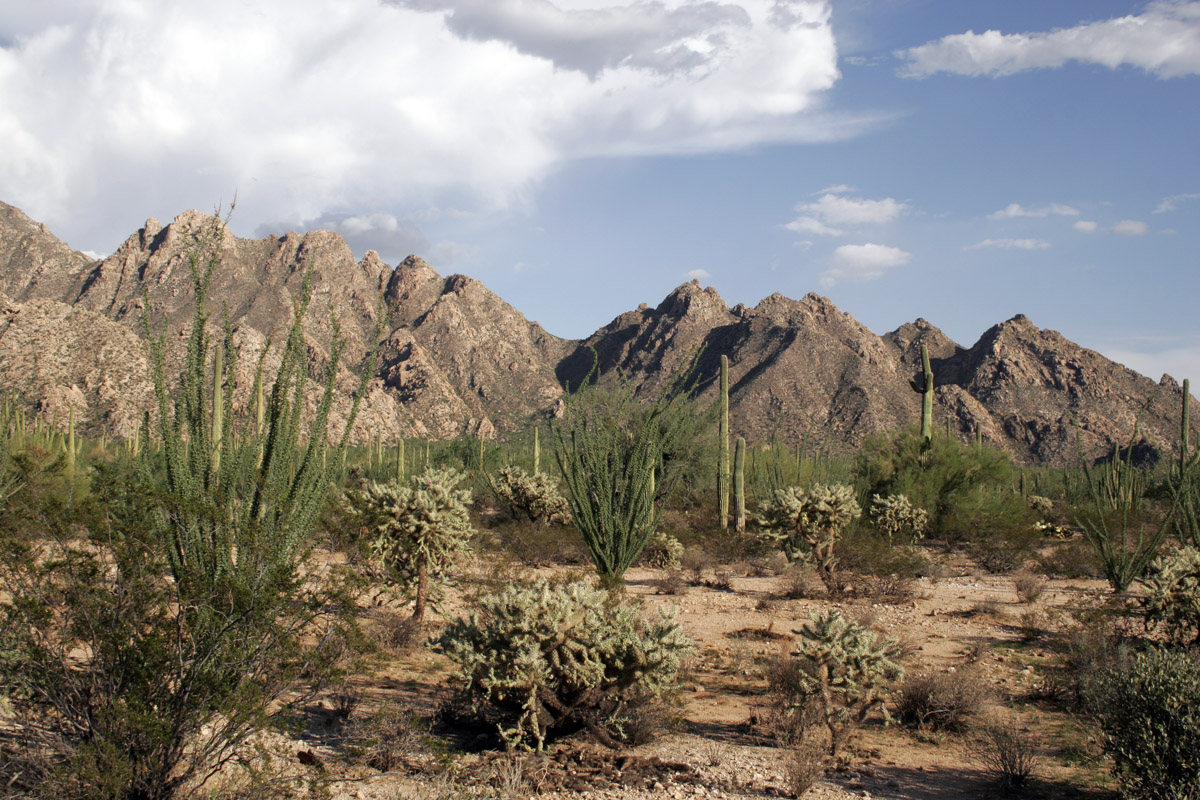
Lato messicano del deserto